# Achille-Henri Baubeau de Secondigné
Achille-Henri Baubeau de Secondigné, né le 20 février 1844 à Melle et mort le 27 décembre 1904 à Buenos Aires en Argentine, est un journaliste et écrivain partisan de la Commune de Paris.

## Biographie
Son nom de naissance était Hippolyte Baubeau, il prend Achille-Henri Baubeau de Secondigné comme nom de plume en mémoire de son père né à Secondigné-sur-Belle, commune à une vingtaine de kilomètres de Melle où il était instituteur. Son frère aîné, tué durant la guerre de 1870, était entré à l’École polytechnique.
Baubeau de Secondigné envisage une carrière littéraire et monte à Paris. Il dirige un premier journal littéraire et artistique quotidien Le Pavé en 1868, mais c'est un échec, pas assez d'abonnements payants et seuls 15 numéros paraissent, de plus, Baubeau de Secondigné est convoqué devant les tribunaux. Il écrit aussi dans divers journaux. En 1870, le siège de Paris met fin à ses activités et il devient capitaine au 189e bataillon de la Garde nationale (secteur Montmartre), dégoûté, il dit avoir démissionné le 18 mars 1871. Partisan de la Commune de Paris, il redevient un journaliste engagé et écrit dans de nombreux journaux. Après la semaine sanglante, il doit se cacher mais est arrêté le 13 octobre 1871. Il est emprisonné  d'abord à Versailles puis à Satory, puis est transféré à Brest sur un ponton où il reste 4 mois. Malade, il est envoyé à l'hôpital de Versailles, il s'en évade le 13 octobre 1871 et se réfugie à Bruxelles où il écrit un récit de ses déboires qui est publié fin 1871, le livre est saisi.
Le 26 janvier 1872, il est condamné par contumace à la déportation simple pour ses activités journalistiques. Il est arrêté et sa peine commuée en 5 ans de prison, il sera libéré en 1875 après un procès gagné contre le Garde des sceaux  et finalement amnistié en 1879. Il peut reprendre ses activités de journaliste et collabore ou dirige des journaux républicains. En 1881, il se présente aux élections législatives dans la 2ème circonscription de Rouen mais n'est pas élu. Finalement il émigre en Argentine où il finit sa vie en 1904.

## Journaliste
Il fonde le 10 janvier 1880 Le Citoyen.

## Œuvres littéraires
- Les Pontons : Versailles, Satory, Brest. Histoire d’un évadé Arthur Lévy, Paris ou Bruxelles (?), 1871.
- Voyage autour des prisons de France en 1780 jours ouvrage cité dans Les Hommes d'aujourd'hui peut-être non édité.
- L’Assommé : les Kerney-Séverol, histoire d’une famille française au XIXe siècle, André Sagnier, Paris, 1877. Ce livre est une critique sociale du livre d'Émile Zola L'Assommoir.